# Clash of Steel
Clash of Steel – World War II 1939–1945 ist ein klassisches rundenbasiertes Computer-Strategiespiel, welches im Jahre 1993 von SSI entwickelt und herausgebracht wurde.
Clash of Steel simuliert den Zweiten Weltkrieg von 1939 bis 1945. Der Spieler kann sich für die Achsenmächte, die westlichen Alliierten oder die Sowjetunion entscheiden, dabei ist jede Kombination aus menschlichen und computergesteuerten Spielern möglich. Die Strategie ist frei wählbar und somit sind auch historisch inkorrekte Spielausgänge möglich. Neben der militärischen Strategie, muss der Spieler sich auch um wirtschaftliche und politische Aspekte kümmern.
Besonderheiten des Spiels sind: Zufallsgesteuerte, aber beeinflussbare technologische Entwicklung; abstraktes See- und strategisches Bomberkonzept; abstraktes Diplomatiekonzept; simple Benutzerschnittstelle für komplexe, taktische Entscheidungen.

## Systemanforderungen
- 80386er
- 4 MB RAM
- VGA Grafikkarte
- DOS 5.0

## Mitarbeiter
- Programmierer: Martin Scholz